# M-xylen
m-Xylen (meta-xylen) je aromatický uhlovodík, jeden ze tří izomerů dimethylbenzenu (xylenu). Předpona m- nebo meta- označuje, že dvě methylové skupiny jsou u této látky na benzenovém jádře umístěny v polohách 1 a 3; dalšími izomery jsou o-xylen (1,2-dimethylbenzen) a p-xylen (1,4-dimethylbenzen). Stejně jako další xyleny je i m-xylen bezbarvý a vysoce hořlavý.

## Výroba a použití
Xyleny tvoří kolem 1 % hmotnosti ropy. Meta izomer lze ze směsi xylenů izolovat po částečné sulfonaci (kde ostatní izomery reagují pomaleji), odstranění nesulfonovaných složek, a parní destilaci sulfonovaných produktů.
m-Xylen se nejčastěji používá na výrobu kyseliny isoftalové (katalytickou oxidací), používané při výrobě polyethylentereftalátu za účelem úpravy jeho vlastností. m-Xylen může být také použit na výrobu dalších látek, například 2,4- a 2,6-xylidinu. Amoxidací vzniká isoftalnitril.